# Дзержинск (городской округ)
Го́род Дзержи́нск — административно-территориальная единица и муниципальное образование со статусом городского округа в Нижегородской области России.
Административный центр — город Дзержинск.

## Население
| 2002     | 2008     | 2009     | 2010     | 2011     | 2012     | 2013     | 2014     | 2015     |
| -------- | -------- | -------- | -------- | -------- | -------- | -------- | -------- | -------- |
| 270 902  | ↘256 138 | ↘254 440 | ↘251 016 | ↘250 883 | ↘249 297 | ↘248 000 | ↘246 135 | ↘244 616 |
| 2016     | 2017     | 2018     | 2019     | 2020     | 2021     | 2023     | 2024     | 2025     |
| ↘243 439 | ↘242 033 | ↘240 719 | ↘239 419 | ↘238 841 | ↘228 855 | ↘226 691 | ↘225 251 | ↘223 327 |

## Административно-территориальное деление
| № | Административно- территориальное образование | Административный центр | Количество населённых пунктов | Население на 2010 (чел.) | Площадь (км²) |
| - | -------------------------------------------- | ---------------------- | ----------------------------- | ------------------------ | ------------- |
| 1 | Город Дзержинск                              | город Дзержинск        | 5                             | 241051                   | Н/Д           |
| 2 | Рабочий поселок Горбатовка                   | пгт Горбатовка         | 1                             | 3378                     | Н/Д           |
| 3 | Сельсовет Бабино                             | поселок Бабино         | 5                             | 2912                     | Н/Д           |
| 4 | Сельсовет Гавриловка                         | поселок Гавриловка     | 1                             | 803                      | Н/Д           |
| 5 | Сельсовет Желнино                            | поселок Желнино        | 1                             | 896                      | Н/Д           |
| 6 | Сельсовет Пыра                               | поселок Пыра           | 2                             | 1976                     | Н/Д           |

### Населенные пункты
Согласно уставу муниципального образования, в состав городского округа Город Дзержинск входит 15 населенных пунктов:
| №  | Населённый пункт  | Тип населённого пункта        | Население | Административно-территориальная единица |
| -- | ----------------- | ----------------------------- | --------- | --------------------------------------- |
| 1  | Бабино            | посёлок                       | ↘229      | Сельсовет Бабино                        |
| 2  | Гавриловка        | посёлок                       | →834      | Сельсовет Гавриловка                    |
| 3  | Гнилицкие Дворики | посёлок                       | ↗63       | Город Дзержинск                         |
| 4  | Горбатовка        | рабочий посёлок               | ↘3173     | Рабочий поселок Горбатовка              |
| 5  | Дзержинск         | город, административный центр | ↘213 410  | Город Дзержинск                         |
| 6  | Желнино           | посёлок                       | ↗1024     | Сельсовет Желнино                       |
| 7  | Игумново          | посёлок                       | 1162      | Сельсовет Бабино                        |
| 8  | Колодкино         | посёлок                       | 383       | Сельсовет Бабино                        |
| 9  | Лесная Поляна     | посёлок                       | ↗73       | Город Дзержинск                         |
| 10 | Лесной            | кордон                        | ↘38       | Сельсовет Пыра                          |
| 11 | Петряевка         | посёлок                       | 779       | Сельсовет Бабино                        |
| 12 | Пыра              | посёлок                       | ↗1938     | Сельсовет Пыра                          |
| 13 | Северный          | посёлок                       | ↗111      | Город Дзержинск                         |
| 14 | Строителей        | посёлок                       | ↘62       | Город Дзержинск                         |
| 15 | Юрьевец           | посёлок                       | 359       | Сельсовет Бабино                        |

С 22 марта 2020 года рабочий посёлок Гавриловка преобразован в сельский населённый пункт.

## Экономика
Объём отгруженных товаров собственного производства, выполненных работ и услуг собственными силами по крупным и средним предприятиям за 2019 год составил 99,9 млрд рублей.
Основой экономики города является обрабатывающая промышленность, за 2019 год объём отгруженной продукции составил 80,7 млрд руб (81 % от общего объёма отгрузки). В структуре обрабатывающих производств на химическое производство приходится 56 % от объёма отгрузки, производство резины и пластмасс — 14 %, производство готовых металлических изделий — 6 %, обработка древесины - 6 %, производство машин и оборудования 6 %, производство пищевых продуктов - 5 %.

## Местное самоуправление
Глава Администрации городского округа город Дзержинск
- с 06 декабря 2018 года — Носков Иван Николаевич[22]